# Francesco Del Morgine
Francesco Del Morgine (Cosenza, 5 novembre 1920 – 4 maggio 2008) è stato un allenatore di calcio e calciatore italiano, di ruolo centrocampista.

## Carriera

### Giocatore
Debutta con la maglia del Cosenza all'età di 16 anni in Benevento-Cosenza. Si consolida subito come un "pilastro" del centrocampo cosentino, superando lo scetticismo iniziale. Agonismo, corsa e determinazione saranno le sue doti, che lo porteranno ad essere eletto come uno dei giovani più promettenti dall'allora quotidiano romano "Il Littorale" (odierno Corriere dello Sport). Nel 1939, lascia il Cosenza e segue mister Krappan alla Cremonese, esordendo il 24 settembre 1939 nella partita Cremonese-Pirelli Milano (0-1); con i grigiorossi disputa 16 partite in due stagioni. Nel 1941, torna al Cosenza, squadra della sua città natale dove aveva mosso i primi passi; nel dopoguerra, gioca con il Brindisi nel campionato di Serie C 1945-1946, e l'anno successivo rientra al Cosenza.
Con i silani disputa due campionati cadetti totalizzando 58 presenze, e, dopo la retrocessione, avvenuta nel 1948, gioca altri quattro campionati di Serie C, arrivando complessivamente a quota 258 presenze con la maglia della squadra calabrese.
Chiude la sua carriera da calciatore nel 1954.

### Allenatore
Terminata la carriera di calciatore, allena a più riprese il Cosenza tra il 1954 ed il 1972. Inizialmente, torna ad indossare la tuta dell'AS Cosenza come vice allenatore. Successivamente, crea il settore giovanile rossoblù, collezionando subito successi. La "De Martino" (odierna Primavera) sarà vicecampione d'Italia nel 1962 perdendo in finale contro il Genoa solo ai calci di rigore. Siede sulla panchina rossoblu per ben venti anni ricoprendo il ruolo di vice allenatore, allenatore e responsabile della squadra giovanile.
In seguito, ricoprirà il ruolo di osservatore e talent scout per la società cosentina.

## Palmarès

### Allenatore

#### Competizioni nazionali
- Serie C: 1

Cosenza: 1960-1961